# Strutbräken
Strutbräken (Matteuccia struthiopteris) är en ormbunke i familjen stensöteväxter. Den blir ungefär 0,75m till en meter hög och växer i strutformiga rosetter. Den känns främst igen på att den inte har sporgömmen under bladen utan ett fertilt, oftast brunt, smalflikigt blad (sporangieblad) som växer upp inne i "struten". Dessa står ofta kvar även sedan de gröna sterila bladen vissnat ner.

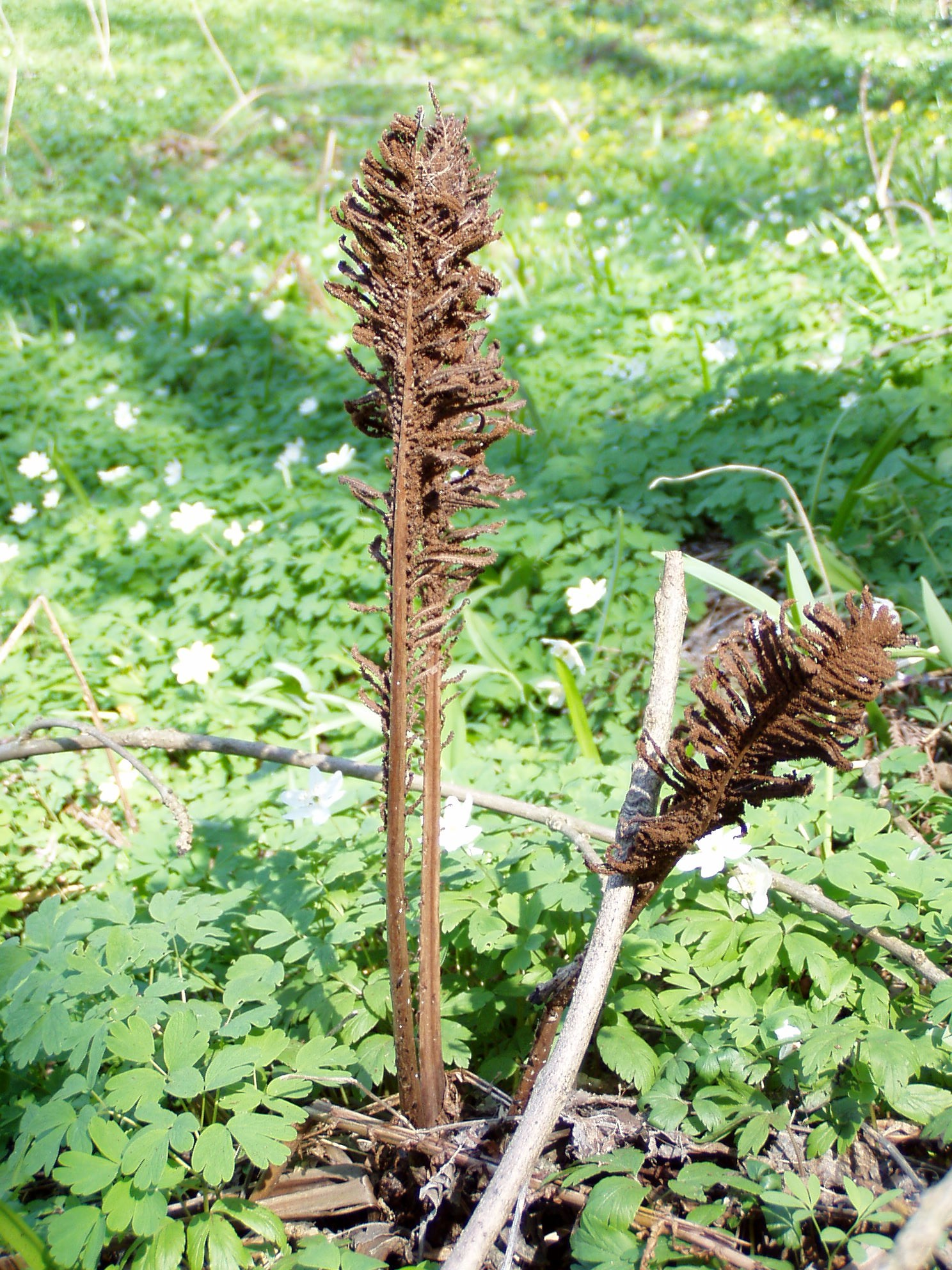
Sporangieblad hos strutbräken

## Utbredning
Strutbräken finns i tempererade områden i östra och norra Europa, norra Asien och Nordamerika.
Arten är sällsynt och fridlyst i Blekinge län, men växer i nästan hela landet i fuktiga, näringsrika skogar, bäckraviner och vid åar, exempelvis är den talrik i Stjärnorpsravinen i Östergötland.
Namnet struthiopteris kommer av det latinska ordet för struts och syftar på de sterila bladens form.